# Callistethus pupillatus
Callistethus pupillatus är en skalbaggsart som beskrevs av Hermann Burmeister 1844. Callistethus pupillatus ingår i släktet Callistethus och familjen Rutelidae. Inga underarter finns listade.